# Serpent Mound

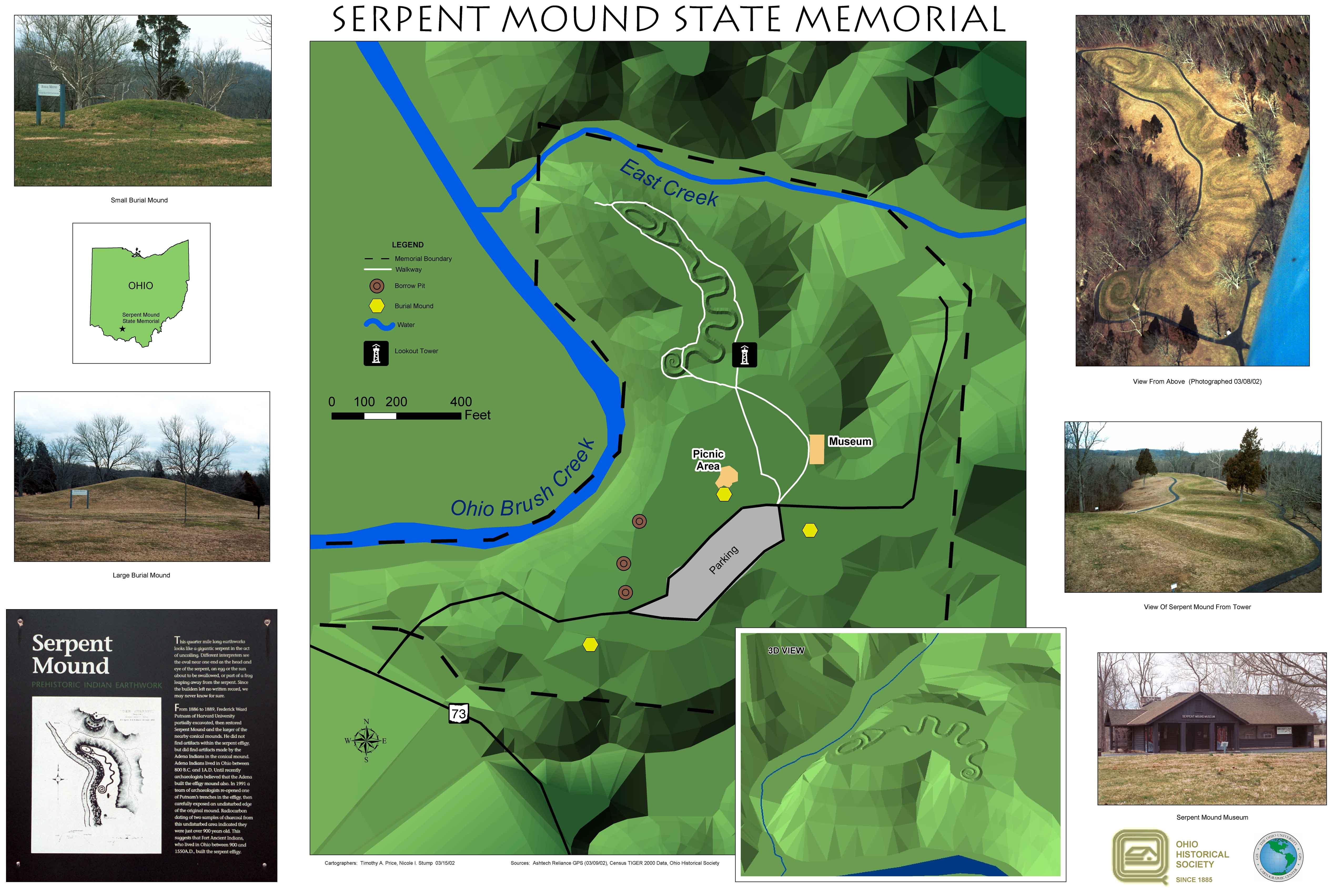
Mapa SIG de Serpent Mound, creado por Timothy A. Price y Nichole I. Stump en marzo de 2002.

El gran montículo de la Serpiente  (en inglés: Great Serpent Mound es un montículo-efigie de 380 metros de largo, 6 metros de ancho y 1,2 metros de alto ubicado en la meseta de Serpent Mount Crater en el condado de Adams, Ohio, Estados Unidos. Su forma es sinuosa y se asemeja a una serpiente, comienza en una espiral y termina con la cabeza en la que parece que hubo un altar. Es el mayor montículo-efigie del mundo.
Fue descubierto y cartografiado en 1846 por parte de Ephraim G. Squier y Edwin H. Davis. Su descubrimiento se hizo público en el libro Ancient Monuments of the Mississippi Valley ('Monumentos antiguos del valle del Misisipi').
El 12 de abril de 2017, el sitio fue incluido en la Lista indicativa de Estados Unidos, los bienes que el país remite a la UNESCO al considerarlos candidatos a ser declarados Patrimonio de la Humanidad.

## Origen
La datación del diseño así como de la construcción y de quiénes fueron los autores del montículo son cuestiones que se encuentran en pleno debate en diferentes disciplinas como la arqueología, la etnología y la antropología. Se cree que fue levantado por la cultura adena aunque hay indicios de que pertenezca a la Cultura Hopewell o la Cultura Fort Ancient.

## Función
Aunque hay varios montículos funerarios a su alrededor, la Serpent Mound no contiene restos humanos y no fue levantada con fines funerarios. Se cree que podría tener un significado astronómico pues la cabeza de la serpiente está alineada con la puesta de sol en el solsticio de verano, y la cola con la salida de sol en el solsticio de invierno.